# Маленький великий пес
Маленький великий пес — український фільм 2008 року.

## Сюжет
Бездомого песика знайшла жінка, помила і нагодувала. В цей же час хлопчик намагається довести своєму батькові, що він уже дорослий, щоб завести чотириногого улюбленця і доглядати за ним. Але перш ніж вони опиняться разом, їм належить пройти декілька випробувань.